# William Proxmire
William Proxmire (Lake Forest, 1915. november 11. – Sykesville, 2005. december 15.) az Amerikai Egyesült Államok szenátora (Wisconsin, 1957–1989).